# Villaguay (Entre Ríos)
Villaguay is een plaats in het Argentijnse bestuurlijke gebied  Villaguay in de provincie  Entre Ríos. De plaats telt 32.027 inwoners. In 1882 leidde Eugeen Schepens enkele honderden Vlaamse kolonisten naar Villaguay. Zij stichtten de Colonia Belga, dat bestond tot 1940.

## Belgische Kolonie van Villaguay

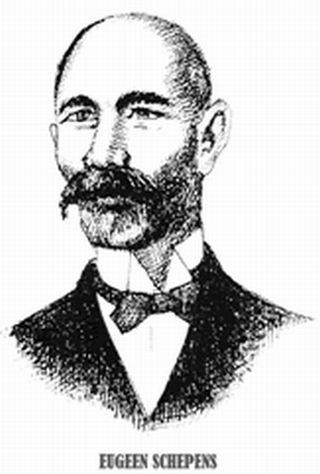
Eugeen (Eugenio) Schepens

Villaguay heeft vandaag de dag rond de twee-en-dertigduizend inwoners, waarvan de helft één of meerdere Belgische voorouders hebben. Toen de eerste groep migranten aankwam was de nederzetting van een paar honderd inwoners pas in stad omgedoopt.
De eerste families die met Eugeen Schepens reisden ontvingen provinciaal land. Hoe eerder men kwam, hoe dichter bij het stadje. Ieder gezin kreeg 32 hectare land, een ongehuwde man de helft. De allereerste groep, die in Buenos Aires van de boot stapte op 5 december 1881, bleef daar meer dan een maand, tot ze in volle Argentijnse zomer, per schip naar de haven van Colón, aan de Río Uruguay, konden reizen. Vandaar ging het anderhalve dag verder in tien ossenwagens en zo kwamen de eerste zeven families op 13 januari 1882 in Villaguay aan.
In juni 2011 werd een bijkomend nieuw monument voorgesteld. De Belgische vereniging in Villaguay stelde voor om een monument te maken op de nieuwe autoweg in het noorden, dit monument moet op het ronde punt van de weg komen waar de nieuwe afrit naar Villaguay komt. Dit monument moet een eerbetoon worden aan de gemeenschap van Oudenaarde die in de 18e en 19e eeuw immigreerden naar Argentinië. De volksvertegenwoordiger Fuertes ontving de Belgische gemeenschap van Villaguay en luisterde naar de details van het voorstel voor het nieuwe monument. De voorzitter en een aantal leden van het bestuur van de vereniging presenteerde het plan.